# Pterostichus corvus
Pterostichus corvus är en skalbaggsart som beskrevs av Leconte 1873. Pterostichus corvus ingår i släktet Pterostichus och familjen jordlöpare. Inga underarter finns listade i Catalogue of Life.